# Споріднені рідини
Споріднені рідини — у геології та седиментології споріднені рідини — це рідини, які були захоплені в порах осадових порід під час їх відкладення. Ці рідини в основному складаються з води, але також містять багато мінеральних компонентів у вигляді йонів у розчині.
Коли гірські породи заглиблюються, вони піддаються літифікації, і пов'язані з ними рідини зазвичай викидаються. Якщо шлях виходу цих рідин заблоковано, тиск порової рідини може збільшитися, що призведе до надлишкового тиску.

## Значимість
Розуміння геохімії споріднених рідин є важливим для кількісного визначення діагенезу породи. Розчинені речовини в споріднених флюїдах часто випадають в осад і зменшують пористість і проникність вміщуючої породи, що може мати важливі наслідки для її вуглеводневої перспективи. Хімічні компоненти спорідненої рідини також можуть давати інформацію про походження водоносних горизонтів і термічну історію вміщуючих порід. Дрібні бульбашки рідини часто затримуються в кристалах цементуючого матеріалу. Ці рідинні включення надають пряму інформацію про склад рідини та умови тиску та температури, які існували під час діагенезу відкладень.

## Інтернет-ресурси
- Connate water at Schlumberger Oilfield Glossary